# NickServ
NickServ è un servizio utilizzato nella maggior parte delle reti IRC. Con NickServ è possibile effettuare la registrazione del nickname in uso, o accedere alle varie informazioni e impostazioni.

## A cosa serve
La registrazione del nick serve ad evitare che un'altra persona non autorizzata impersoni l'utente intestatario. Infatti per poter utilizzare un nick protetto, bisogna identificarsi, cioè, inserire una password scelta da noi. Nel caso si dimenticasse la password, contattando un amministratore dei servizi (services admin), è possibile farsela inviare via email (specificata nella registrazione).

## Come si utilizza
Le sintassi sono uguali a tutti gli altri servizi Anope

### Registrazione
Per registrare un nickname la sintassi è:
```
/ns register 
password
 
e-mail
```

In alcuni server, l'abbreviazione /ns non è permessa ed è necessario utilizzare la forma completa:
```
/msg nickserv register 
password
 
e-mail
```

### Identificazione
Una volta che si è registrato un nick, per utilizzarlo è necessario identificarsi ogni volta che ci colleghiamo al server. La sintassi è:
```
/ns identify 
password
```

### Trovare informazioni
È possibile trovare alcune informazioni relative ai nick registrati. La sintassi è:
```
/ns info 
nick
```

Per gli operatori/amministratori del server, è possibile utilizzare l'attributo all che fornisce più informazioni così:
```
/ns info 
nick
 all
```

### Altro
Per tutti gli altri comandi di NickServ è opportuno digitare uno dei seguenti comandi:
```
/ns help
```

```
/msg NickServ help
```